# Hyper Light Drifter
Hyper Light Drifter è un videogioco di ruolo d'azione in 2D sviluppato da Heart Machine, pubblicato nel 2016.

## Modalità di gioco
Hyper Light Drifter è un action RPG in 2D ispirato a The Legend of Zelda: A Link to the Past, che usa una grafica in pixel art in maniera simile al videogioco Superbrothers: Sword & Sworcery EP. Il giocatore controlla il Drifter, un personaggio che ha accesso a una tecnologia che è stata a lungo dimenticata dagli abitanti del mondo del gioco e che soffre di una malattia non specificata. Il concept della storia è stato ispirato dalla malattia cardiaca dello sviluppatore Alex Preston ed è stato paragonato da alcuni al film di animazione Laputa - Castello nel cielo , mentre Preston cita Nausicaä della Valle del vento come ispirazione per il mondo del gioco. Il Drifter è equipaggiato con una spada di energia, ma può accedere ad altri moduli che espandono il suo arsenale di armi e abilità. Questi spesso richiedono energia raccolta da batterie rare sparse in tutto il mondo. Le armi includono archetipi dai giochi di ruolo tradizionali, compresi cannoni a lunga gittata e attacchi ad area. Invece di raccogliere le munizioni dal mondo di gioco per caricare le armi del giocatore, le munizioni si caricano quando i nemici e gli oggetti vengono colpiti con la spada di energia. Il giocatore affronta mostri sempre più difficili, sia in numero che in abilità, che richiedono di affinare le proprie tattiche per riuscire ad avanzare. L'obiettivo di Preston era replicare l'esperienza del gioco sul SNES, notando che la console aveva "giochi incredibili, quasi perfetti, progettati per ambienti limitati", che ha voluto replicare in Hyper Light Drifter. Una caratteristica dei giochi SNES catturati da Preston è l'assenza di dialoghi vocali, che danno maggiore enfasi alla musica e alle immagini del gioco per raccontare una storia.

## Sviluppo
Il gioco rende omaggio ai giochi in 8 e 16 bit ed è considerato dal suo sviluppatore principale Alex Preston come una combinazione di The Legend of Zelda: A Link to the Past e Diablo. Preston originariamente lanciò il finanziamento su Kickstarter per il titolo con l'obiettivo di raggiungere circa 27000 $ per svilupparlo per Microsoft Windows, OS X e Linux, ma finì con l'avere più di 600000 $, permettendogli di assumere più programmatori e artisti e di espandere il titolo per console e piattaforme portatili. Sebbene originariamente previsto per la pubblicazione nel 2014, vari miglioramenti nel gioco e problemi di salute di Preston fecero slittare l'uscita. Le versioni Microsoft Windows, Linux e OS X sono state pubblicate a marzo 2016 e le versioni per PlayStation 4 e Xbox One a luglio 2016. La versione per Nintendo Switch è stata rilasciata il 6 settembre 2018 con un'area e un'arma come contenuti esclusivi. Il luglio successivo viene reso disponibile per iOS.